# バーテンダー à Paris
『バーテンダー à Paris』（バーテンダー ア パリ）は、原作：城アラキ、作画：加治佐修による日本の漫画作品。2012年から2013年まで『グランドジャンプ』（集英社）にて連載された。
カクテルの修行のため単身、フランスへ渡った佐島蓮（さじま れん）を主人公とし、パリのバーに訪れる客やバーテンダー、蓮を取り巻く人々たちのエピソードが描かれる。前作『バーテンダー』で設定はあったが描かれることのなかった「（前作主人公）佐々倉溜がヨーロッパ食品協会主催のカクテルコンテストに優勝したカクテル」についても描かれている。
『グランドジャンプ』での『バーテンダー』連載終了の翌号（2012年4号）から連載が開始され、2013年21号まで連載された。1号置いた2013年23号からは主人公は引き続き佐島蓮で舞台を銀座に移した『バーテンダー à Tokyo』が連載開始された。『グランドジャンプPREMIUM』2016年9月号から連載される『バーテンダー6stp』では主人公が交代し、佐島蓮は若手にアドバイスをするような立ち位置になっている。

## あらすじ
佐島蓮は著名な茶道家の息子として育ったが、茶道ではなく独学でバーテンダーの道を歩んでいた。幼い頃に自分を置いて佐島の家を出て行った母を探すため、またバーテンダーとしてサービスを学ぶために単身パリへとやって来たが、スリにあって財布もパスポートも失ってしまう。路地裏のバー「ラ・セーヌ」でバーテンダーとして雇われ、また住居も紹介してもらった。
パリで様々な人と出会いを繰り返し、蓮はパリで開催されたカクテル・コンベンションで同率での優勝を果たす。しかし、同じく優勝となったパリのホテルのバーで働く日本人バーテンダー三神から師匠を持たない限界を指摘され、蓮自身もそれを自覚。三神の師である日本有数の名バーテンダー守谷に弟子にと招かれ、銀座へ向かう。

## 主な登場人物
佐島 蓮（さじま れん）
主人公。出生時は岡田性。しかし母親と幼少期に別れ佐島性で成長。本編では分かれた母親探しが設定にあったが、続編においても語られずに終了した。父親の茶道家佐島弦との血縁関係も明確にされていない。
サラ
「ラ・セーヌ」を兄マルコとふたりで切り盛りする若い女性。
マルコ
「ラ・セーヌ」を妹サラとふたりで切り盛りする男性。主に料理を担当。
かつてはそこに勤めているだけで引き抜きの対象にもなる名レストランに勤めていた。
ジャン
アルジェリア移民の子どもとして、パリで育った黒人青年。蓮の財布とパスポートを掏った張本人。
ルノー
パリ警視庁の警部。捜査官としては優秀。
三神 真一（みかみ しんいち）
ルノアール・ホテル内のバーでバーテンダーを務める男性。かつては守谷の下で働いていた。
守谷 昭雄（もりや あきお）
銀座で「バー守谷」を開く日本有数の名バーテンダー。

## 用語
YUZUAN
前作『バーテンダー』の主人公・佐々倉溜がパリでの修行中に考案し、カクテルコンテストに優勝したとされるオリジナルカクテル。
漢字では「柚子庵」と当てる。スーズ、フレッシュ柚子ジュース、シャンパンをシェイクし、抹茶砂糖で縁取りしたフルート型シャンパングラスに注ぐ。
『バーテンダー』においては「パリに置いてきた」とし、作られることはなかった。
現実の考案は、「BAR石の華」の石垣忍である旨が付記されている。

## 書誌情報
- 原作：城アラキ、作画：加治佐修『バーテンダー a Tokyo』 集英社〈ヤングジャンプ・コミックス〉、全6巻
  1. 2012年6月19日 ISBN 978-4-08-879363-4
  2. 2012年10月19日 ISBN 978-4-08-879448-8
  3. 2013年1月18日 ISBN 978-4-08-879510-2
  4. 2013年6月19日 ISBN 978-4-08-879606-2
  5. 2013年9月19日 ISBN 978-4-08-879656-7
  6. 2013年12月19日 ISBN 978-4-08-879728-1

## 関連作品
- ソムリエール - 本作と同じ城アラキ原作の漫画。第1話で佐島蓮とパリ行きの飛行機で隣席になった日本人女性が主人公の樹カナ。